# Louis Thomassin (peintre)
Pour les articles homonymes, voir Louis Thomassin et Thomassin.
 (mars 2015).
Si vous disposez d'ouvrages ou d'articles de référence ou si vous connaissez des sites web de qualité traitant du thème abordé ici, merci de compléter l'article en donnant les références utiles à sa vérifiabilité et en les liant à la section « Notes et références ».
Edmond Louis Thomassin, né à Paris le 5 juillet 1763 et mort à Bécon-les-Granits (Maine-et-Loire) le 3 juillet 1838, actif de la fin du XVIIIe siècle au début du XIXe siècle, est un peintre français. 

## Biographie
Il est cité comme élève de François-André Vincent.

### Famille
Né à Paris, Thomassin est baptisé en l'église Saint-Germain-l'Auxerrois le 5 juillet 1763 et fait partie d'une fratrie d'au moins neuf enfants ; il est le fils d'Edme Thomassin, maître tailleurs d'habits et de Suzanne Paris.
Témoin dans l'acte de décès de l'artiste Marie-Gabrielle Capet en 1818, il demeure toujours à Paris en 1822, au 10, Place du Chevalier-du-Guet lorsqu'il est témoin au mariage de son neveu, Louis Benjamin Thomassin. Un de ses frères, Grégoire Augustin Thomassin, s'étant fixé dans la ville d'Angers, c'est là qu'on le retrouve, et c'est à Bécon-les-Granits qu'il meurt célibataire en 1838, deux jours avant son 75e anniversaire.

## Salons
Louis Thomassin exposa aux Salons parisiens de 1796 à 1810.
- 1796 : Portrait d'homme,
- 1802 : Portraits de deux jeunes filles occupées à faire des bouquets,
- 1804 : Une jeune personne assise dans un jardin parlant à un chien,
- 1806 : Étude d'homme, demi-figure,
- 1808 : Chasse au sanglier,
- 1810 : Portrait en buste d'un enfant, tenant des fleurs; Portrait en buste d'une jeune fille.

Le livret des Salons le cite domicilié à Paris au no 13 de la rue des Lavandières-Sainte-Opportune.

## Iconographie
- Pierre-Étienne Lesueur[5], Portrait présumé de Louis Thomassin, 1798, musée des beaux-arts de Pau. D'après cette effigie, le personnage représenté semble être assez jeune, presque adolescent, l'identification à Louis Thomassin repose sur une inscription « L. Thomassin » sur le plateau de la table bouillotte où est accoudé le modèle.